# カスペ!
『カスペ』は、フジテレビ系列（テレビ大分・テレビ宮崎を除く）で断続的に放送されている単発特別番組枠の名称である。2004年4月13日から2015年3月31日までの放送時間は毎週火曜日 19:00 - 20:54（JST）。2024年10月1日からの編成上の放送時間は毎週火曜日 20:00 - 21:00（JST）。

## 概要
主にバラエティのほか、スポーツ、ドキュメンタリー、時代劇のスペシャル版など多彩なジャンルの番組を放送していた。
2015年4月から19時台は金曜19時台から『ペケ+ポン（プラス）』（『ペケ×ポン』から改題）、20時台は水曜20時台から『世界行ってみたらホントはこんなトコだった!?』の枠移動に伴い番組を終了した。しかし2015年4月14日放送分以降、この枠はローカルセールス枠に降格され、フジテレビ系列で同時ネット（一部地域を除く）となる。なおネットワークセールス枠は、月曜19時枠（前半はローカルセールス、後半がネットセールス）に移動となった。
これに伴い、『火曜ワイドスペシャル』などの時代から続いた火曜夜19時・20時のネットワークセールス枠は一旦途絶えた。
2024年10月改編で、これまで火曜20時台に放送されていた『突然ですが占ってもいいですか?』が日曜深夜に枠移動することに伴い、9年半ぶりに当番組が復活することが発表された。編成上の放送時間としては第1期とは異なり1時間枠となるが、フジテレビ側は基本編成は19時台の『今夜はナゾトレ』と隔週での2時間編成を行う予定としている。また、これによりフジテレビのゴールデンタイム・プライムタイムにおける単発特別番組枠は『日バラ8』の終了以来2年半ぶりに『土曜プレミアム』と合わせて2枠となる。火曜日20時台に限っての単発枠は1999年春から秋に組まれた『火曜ファイル』以来25年ぶり。

## 主なコンテンツ
テレビ番組欄に「カスペ!」表記は行われておらず、該当放送日に放映される番組名がそのまま表記されている。

### バラエティ
- 爆笑そっくりものまね紅白歌合戦スペシャル（最近は司会の今田耕司が「開運!なんでも鑑定団」（テレビ東京系・BSジャパンでも放送）の出演の関係で、3-4時間枠であれば『金曜プレステージ』→『金曜プレミアム』枠か『土曜プレミアム』枠で放送されることもあるが、2時間枠である場合、主に春・秋の期首・期末改編期はこの番組で放送される）
  - 史上最強 顔も声もご本人と一緒! 爆笑そっくりものまね紅白歌合戦スペシャル
- ものまねスター誕生!
- お笑い芸人歌がうまい王座決定戦スペシャル
- お笑い芸人親子で漫才王座決定戦スペシャル
- お笑い芸人どっきり王座決定戦スペシャル
- ドリフ大爆笑
- 志村けんのバカ殿様
- 志村けんのだいじょうぶだぁ（月曜20時台にレギュラー放送されていた）
- 世界おもしろ珍メダル バカデミービデオ大賞（司会：今田耕司、政井マヤ、千野志麻、遠藤玲子）
- 超ド級!世界のありえない映像博覧会（2009年1月9日、5月12日、10月5日、12月28日。司会：伊東四朗）（烈伝も放送）
- B.C.ビューティー・コロシアム（金曜19時台に一部地域ネットでレギュラー放送されていた）
- 芸能界!危ない家に住んでいるのは誰だ
- ザ・インジケーターX（司会：藤井隆）
- 世界絶叫グランプリ
- フジ銀行芸能人査定係（司会：青木さやか）
- なるほど!ザ・ワールドSP（司会：爆笑問題・火曜21時台にレギュラー放送されていた）
- クイズ!年の差なんてSP（司会：藤井隆・水曜19時台後半を経て木曜19時台にレギュラー放送されていた）
- マジック革命!セロ!!
- イマだ!タレント活性工場!!「ノムさん」（司会：今田耕司）
- トクメイ希望（司会：つんく♂）
- 今、ニッポンがおかしい!小倉智昭のマッチメイク国会議員大乱闘スペシャル(2008年1月8日、3月11日放送)
- ついていったらこうなった緊急報告会完全ファイル(2008年2月12日、2008年10月14日、2009年3月26日)
- お客様は神様かよっ!?（2007年5月29日。司会：堺正章、さまぁ〜ず）
  - お客様は王様かよっ!?（2008年1月29日、7月8日、11月25日、2009年7月28日、2010年9月23日、2012年1月31日放送）
- run for money 逃走中（2008年4月22日、2009年11月3日、2010年5月18日、11月23日、2011年7月5日、12月20日、2012年7月3日（冠なし）、8月28日放送）（他の時間帯にも放送）
- 地上最大のTV動物園（司会：さまぁ〜ず）
- 年度検定（司会 : くりぃむしちゅー）
- わかるテレビ（司会 : 中村仁美（当時フジテレビアナウンサー））（金曜プレステージ枠でも放送中）
- ドレミファドン!最強イントロ王決定戦（司会：中山秀征・日曜12時台にレギュラー放送されていた）
  - クイズ!ドレミファドン!2014 大発表1万人が選ぶ最強ヒット曲300（2014年3月11日）
- 芸能人の告白（2009年8月11日、2010年5月4日、8月10日放送。司会：みのもんた・金曜19時台に一部地域でレギュラー放送されていた）
- どこよりも超スゴい!ギネス世界記録公認!びっくり超人100連発(2009年9月22日。司会：中村玉緒、名倉潤、上地雄輔)
- クイズ$ミリオネア（2008年12月9日、2009年9月15日、2010年3月9日・12月7日放送。木曜19時台にレギュラー放送されていた）
- 芸能界（秘）こだわり王グランプリ!イケタクSP（司会：つるの剛士、加藤綾子アナウンサー）
- ワケありアニマル大図鑑 ヘンな生き物100連発! 決定!激レアランキング（2010年1月26日放送。司会：南原清隆、八嶋智人、中野美奈子）
- 教えてMr.ニュース 池上彰のそうなんだニッポン（司会 : 上田晋也（くりぃむしちゅー）・滝川クリステル（金曜プレステージ枠でも放送中）
- FNS人気番組対抗!オールスタークイズ（2009年12月15日、2010年7月6日放送。司会：くりぃむしちゅー、本田朋子アナウンサー）
- 青春アカペラ甲子園 全国ハモネプリーグ（司会：ネプチューン・水曜19時台後半を経て水曜20時台にレギュラー放送されていた「力の限りゴーゴゴー!!」の1コーナー）
  - 芸能人アカペラ選手権 ハモネプ☆スターリーグ（2012年6月12日・11月20日放送）
- 中居正広の世界はスゲェ!ココまで調べましたSP（2010年3月2日）
- 芸能人私生活のセンス完全抜き打ち一斉調査!
- 脳内エステ IQサプリ（2013年1月、5月、10月、2014年5月放送。司会：伊東四朗・加藤綾子アナウンサー、中野美奈子・土曜19時台にレギュラー放送されていた）
- 全日本温泉宿アワード（2013年2月5日、2014年1月21日）
- FNS選抜各局グルメ番組対抗! う!ウマいんです大賞（2004年10月26日放送・月曜19時台に一部地域でレギュラー放送されていた）
- アイアン主婦グランプリ〜芸能人妻NO.1決定戦〜（東海テレビと共同制作・司会：藤井隆・中井美穂・小島奈津子）
- 南極から北極まで自分の足で答えを探せ!世界一過酷な冒険クイズ（2006年5月9日放送）
- はねるのトびらスペシャル（2005年7月26日放送）
- オールスター大集合!一発勝負で賞金ゲット!イライラゲームランド（2006年9月5日放送）
- 島田紳助監督芸能人チアダンス部汗と涙の全国大会への道真剣にやったらホントに勝っちゃったぞSP（2006年9月12日）
- さまぁ〜ずの「私、芸能人辞めてもいいです」宣言 こんなダンナの元に嫁ぎたい!セレブでグルメなオイシい玉の輿バスツアー（2006年11月14日放送）
- 絵画伝達バトル エデン（2006年11月21日放送）
- 美味しんぼ塾・ラーメン道〜日本全県グランプリ〜（2007年1月16日放送・司会：徳光和夫）
- 超魔術vs超能力!!これは奇跡か!?Mr.マリックが世界の怪人たちを徹底検証スペシャル（2007年5月15日）
- 芸能人ドッキリ!（秘）性格改善クリニック(2007年10月16日放送)
- マリー・アントワネット（2007年12月11日）
- ギャル曽根世界を喰らう〜アジア完食編〜（2008年2月26日）
- 世界のどっきり!ワールドカップGP（2008年3月18日）
- アナ☆ログスペシャル（2008年8月12日放送）

正式なタイトルは「フジテレビアナウンサー全員集合!超真剣女子アナVS男子アナ完全決着」となっている。
- キャッシュキャブ（2008年12月2日放送）
- 嫁-1グランプリ嫁芸人VS独身女芸人（2009年7月14日）
- 草彅剛の女子アナ2010〜人気芸人が女子アナを丸ハダカSP〜（2010年1月12日）
- オレワンSP（2010年6月15日）
- 芸能界特技王決定戦 TEPPEN（2010年8月3日）
- 〜あらゆる世界を見学せよ〜潜入!リアルスコープ特別編（2010年12月21日・土曜23時台を経て土曜19時台でレギュラー放送中）
- 値王（2011年2月15日）
- ザ・パフォーマンス営業部（2011年6月7日）
- ネプキッズリーグ〜超人キッズ劇場〜（2011年8月9日・月曜19時台に一部地域でレギュラー放送中）
- FNS27時間テレビの事前番組（毎年7月ごろ） ※『金曜プレステージ』枠の場合もある。
- おしろツアーズ（東海テレビ制作・2014年7月22日。これまで日曜16:00枠で年1回放送していた）
- もしもツアーズ（土曜18時台でレギュラー放送中のゴールデン特番として放送・2013年4月23日、2014年8月19日）
- とんねるず×さまぁ〜ずの一文無しジャーニー2×2 ※『土曜プレミアム』枠でも放送。

### 情報・ドキュメンタリー
- 年金の疑問シリーズ（司会：山口智充（DonDokoDon）、佐藤里佳アナ）
- ムツゴロウとゆかいな仲間たち（畑正憲）
- めざましテレビの大冒険
- クイズ!2004（上半期・下半期）ニュース知ってるつもり?!（司会：爆笑問題）
- 江原啓之スペシャル 天国からの手紙
- 実録!踊る大捜査線凶悪犯もビビる!!これが日本の名刑事だ → 踊る!大警察24時
- ニッポン列島緊急特番ザふるさとランキング47都道府県スペシャル
- 投稿!国民生活向上センター
- 恐怖の食卓
- 本当にあったアタックNO.1 〜実録!高校バレー密着365日〜
- 秋の教育スペシャル第2弾 現役教師1000人大告白スペシャル これが今どきの学校だ!!(2006年11月7日放送)
- レスキュー最前線24時 東京消防庁密着300日(2007年4月17日放送)
- 世界びっくり人間!ニッポン(珍)滞在記(2007年6月19日放送、2008年1月22日放送)
- 泣いた!笑った!反省ザル太郎・次郎20年の奮闘記(2007年3月13日放送)
- 仰天!女子アナの休日(秘)完全密着スペシャル(2008年2月5日放送)
- 張り込み!ガサ入れ!緊急逮捕!凶悪ひき逃げ犯VS真相究明デカ 〜これが動かぬ証拠だSP〜（2008年5月13日）
- 身も凍る決定的瞬間カメラの前で絶体絶命最新衝撃映像60連発(2009年3月24日)
- 容疑者逮捕の決定的瞬間!(2009年12月22日)
- 8.12日航機墜落 30回目の夏 生存者が今明かす"32分間の闘い"ボイスレコーダーの"新たな声"（2014年8月12日放送、本枠の前座枠（18:30-19:00）にも本枠外で放送している）
- 独占! 昭和芸能界の真実 アイドル発掘王・相澤秀禎 ～泣いて笑った最後の10日間～（2013年12月10日）[3]
- 逮捕の瞬間!密着24時
- ハンゲキ

### スポーツ
- 全国高校ウォーターボーイズ選手権
- バイキング Viking
- 部活(2005年12月5日、2006年1月11日放送)
- 島田紳助監督!芸能人チアダンス部 汗と涙の全国大会への道!真剣にやったら本当に勝っちゃったぞ3カ月間完全密着SP(2006年9月12日放送)
- ドリーム・オン・アイス(毎年7月中旬放送)
- 世界フィギュアスケート選手権2007東京開幕スペシャル
- ボクシングEXCITING TIME（2013年4月16日放送）

### 音楽
- 新堂本兄弟スペシャル（日曜23時台でレギュラー放送）
- 永久保存版!みんなで歌おうアニメソングカウントダウン 2006(2006年2月7日放送)
- 失恋歌合戦(2006年10月24日放送)

### ドラマ
- ほんとにあった怖い話夏の特別編（年1回：8月放送）
- 剣客商売スペシャル（金曜プレステージで放送する場合あり）
- 鬼平犯科帳スペシャル
- スペシャルドラマちびまる子ちゃん(2006年4月18日、10月31日放送)

のちに『まるまるちびまる子ちゃん』としてレギュラー番組化。

### 第2期
| 放送日                    | タイトル                                                    | 備考  |
| ------------------------- | ----------------------------------------------------------- | ----- |
| 10月15日（19:00 - 21:00） | 逮捕の瞬間！警察24時 ～定年刑事 最後の大捜査SP～            | [ 4 ] |
| 11月5日（19:00 - 21:00）  | ジツハなジツワ〜＃今夜の好奇心〜 独占密着！すべてが初公開SP | [ 5 ] |
| 11月19日（19:00 - 21:00） | 神アドバイザー付き婚活合宿 セ婚ド！                         | [ 6 ] |
| 11月26日（19:00 - 21:00） | 国民的アニメの祭典 サザエさん55周年SP                       | [ 7 ] |
| 12月17日（19:00 - 21:00） | 星になったスターたち                                        | [ 8 ] |

| 放送日                   | タイトル                                                              | 備考   |
| ------------------------ | --------------------------------------------------------------------- | ------ |
| 1月28日（19:00 - 21:00） | 逮捕の瞬間！警察24時 密着！捜査の最前線 空と地上大追跡SP              | [ 9 ]  |
| 2月25日（19:00 - 21:00） | 世界！爽快！映像GP★スカッとして気持ちいい奇跡の瞬間！衝撃映像80連発超 | [ 10 ] |
| 3月18日（19:00 - 20:54） | 今田孝太郎 小泉孝太郎と今田耕司の社会見学SP                           | [ 11 ] |
| 3月25日（19:00 - 21:00） | 救急救命24時 2025                                                     | [ 12 ] |
| 4月15日（19:00 - 21:00） | 日本一スゴい人！衝撃映像GP                                            | [ 13 ] |
| 4月29日（19:00 - 21:00） | 衝撃映像！天国と地獄                                                  | [ 14 ] |
| 5月6日（19:00 - 21:00）  | 実録！奇跡の救出劇                                                    | [ 15 ] |
| 5月27日（19:00 - 21:00） | 名医に学ぶ血糖値＆アレルギー世代別健康法！100歳でピンピンピン！       | [ 16 ] |
| 6月10日（19:00 - 21:00） | 逮捕の瞬間！警察24時 〜美容店舗を狙う“覆面男"大追跡SP〜               | [ 17 ] |

## 放送され、のちにレギュラー昇格となった番組
- 細木数子の人生ダメだし道場（→幸せって何だっけ 〜カズカズの宝話〜）
- ファイブリーグスペシャル（→後に、水曜23時にあったネプリーグがゴールデンタイム昇格を果たす）
- ザ・ベストハウス123
- スペシャルドラマちびまる子ちゃん（→2007年4月より2008年2月までまるまるちびまる子ちゃんとして連続ドラマ化）
- 爆笑レッドカーペット(→後に、再度不定期特番として放送)
- 緊急特番!全国一斉日本人テスト〜大人は知らなきゃ恥をかく!?日本の常識〜（→全国一斉!日本人テスト）
- バイキング Viking
- ムツゴロウとゆかいな仲間たち（→ムツゴロウのゆかいな動物図鑑 BSフジで2012年4月から放送）
- ジェネレーション天国

## ネット局と放送時間

### 第1期
| 放送対象地域   | 放送局                    | 系列                                         | 放送曜日・放送時間   |
| -------------- | ------------------------- | -------------------------------------------- | -------------------- |
| 関東広域圏     | フジテレビ（CX）          | フジテレビ系列                               | 火曜日 19:00 - 20:54 |
| 北海道         | 北海道文化放送（uhb）     | フジテレビ系列                               | 火曜日 19:00 - 20:54 |
| 岩手県         | 岩手めんこいテレビ（mit） | フジテレビ系列                               | 火曜日 19:00 - 20:54 |
| 宮城県         | 仙台放送（OX）            | フジテレビ系列                               | 火曜日 19:00 - 20:54 |
| 秋田県         | 秋田テレビ（AKT）         | フジテレビ系列                               | 火曜日 19:00 - 20:54 |
| 山形県         | さくらんぼテレビ（SAY）   | フジテレビ系列                               | 火曜日 19:00 - 20:54 |
| 福島県         | 福島テレビ（FTV）         | フジテレビ系列                               | 火曜日 19:00 - 20:54 |
| 新潟県         | 新潟総合テレビ（NST）     | フジテレビ系列                               | 火曜日 19:00 - 20:54 |
| 長野県         | 長野放送（NBS）           | フジテレビ系列                               | 火曜日 19:00 - 20:54 |
| 静岡県         | テレビ静岡（SUT）         | フジテレビ系列                               | 火曜日 19:00 - 20:54 |
| 富山県         | 富山テレビ（BBT）         | フジテレビ系列                               | 火曜日 19:00 - 20:54 |
| 石川県         | 石川テレビ（ITC）         | フジテレビ系列                               | 火曜日 19:00 - 20:54 |
| 福井県         | 福井テレビ（FTB）         | フジテレビ系列                               | 火曜日 19:00 - 20:54 |
| 中京広域圏     | 東海テレビ（THK）         | フジテレビ系列                               | 火曜日 19:00 - 20:54 |
| 近畿広域圏     | 関西テレビ（KTV）         | フジテレビ系列                               | 火曜日 19:00 - 20:54 |
| 島根県・鳥取県 | 山陰中央テレビ（TSK）     | フジテレビ系列                               | 火曜日 19:00 - 20:54 |
| 岡山県・香川県 | 岡山放送（OHK）           | フジテレビ系列                               | 火曜日 19:00 - 20:54 |
| 広島県         | テレビ新広島（TSS）       | フジテレビ系列                               | 火曜日 19:00 - 20:54 |
| 愛媛県         | テレビ愛媛（EBC）         | フジテレビ系列                               | 火曜日 19:00 - 20:54 |
| 高知県         | 高知さんさんテレビ（KSS） | フジテレビ系列                               | 火曜日 19:00 - 20:54 |
| 福岡県         | テレビ西日本（TNC）       | フジテレビ系列                               | 火曜日 19:00 - 20:54 |
| 佐賀県         | サガテレビ（STS）         | フジテレビ系列                               | 火曜日 19:00 - 20:54 |
| 長崎県         | テレビ長崎（KTN）         | フジテレビ系列                               | 火曜日 19:00 - 20:54 |
| 熊本県         | テレビくまもと（TKU）     | フジテレビ系列                               | 火曜日 19:00 - 20:54 |
| 大分県         | テレビ大分（TOS）         | 日本テレビ系列 フジテレビ系列                | 火曜日 19:00 - 20:54 |
| 宮崎県         | テレビ宮崎（UMK）         | フジテレビ系列 日本テレビ系列 テレビ朝日系列 | 火曜日 19:00 - 20:54 |
| 鹿児島県       | 鹿児島テレビ（KTS）       | フジテレビ系列                               | 火曜日 19:00 - 20:54 |
| 沖縄県         | 沖縄テレビ（OTV）         | フジテレビ系列                               | 火曜日 19:00 - 20:54 |

### 第2期
| 放送対象地域   | 放送局                    | 系列           | 放送日時           | ネット状況                   |        |
| -------------- | ------------------------- | -------------- | ------------------ | ---------------------------- | ------ |
| 関東広域圏     | フジテレビ（CX）          | フジテレビ系列 | 火曜 20:00 - 21:00 | 制作局                       | 制作局 |
| 岩手県         | 岩手めんこいテレビ（mit） | フジテレビ系列 | 火曜 20:00 - 21:00 | 同時フルネット               |        |
| 福島県         | 福島テレビ（FTV）         | フジテレビ系列 | 火曜 20:00 - 21:00 | 同時フルネット               |        |
| 島根県・鳥取県 | さんいん中央テレビ（TSK） | フジテレビ系列 | 火曜 20:00 - 21:00 | 同時フルネット               |        |
| 岡山県・香川県 | 岡山放送（OHK）           | フジテレビ系列 | 火曜 20:00 - 21:00 | 同時フルネット               |        |
| 佐賀県         | サガテレビ（STS）         | フジテレビ系列 | 火曜 20:00 - 21:00 | 同時フルネット               |        |
| 鹿児島県       | 鹿児島テレビ（KTS）       | フジテレビ系列 | 火曜 20:00 - 21:00 | 同時フルネット               |        |
| 北海道         | 北海道文化放送（uhb）     | フジテレビ系列 | 火曜 20:00 - 20:54 | 同時ネット （20:54飛び降り） |        |
| 宮城県         | 仙台放送（OX）            | フジテレビ系列 | 火曜 20:00 - 20:54 | 同時ネット （20:54飛び降り） |        |
| 秋田県         | 秋田テレビ（AKT）         | フジテレビ系列 | 火曜 20:00 - 20:54 | 同時ネット （20:54飛び降り） |        |
| 山形県         | さくらんぼテレビ（SAY）   | フジテレビ系列 | 火曜 20:00 - 20:54 | 同時ネット （20:54飛び降り） |        |
| 新潟県         | NST新潟総合テレビ（NST）  | フジテレビ系列 | 火曜 20:00 - 20:54 | 同時ネット （20:54飛び降り） |        |
| 長野県         | 長野放送（NBS）           | フジテレビ系列 | 火曜 20:00 - 20:54 | 同時ネット （20:54飛び降り） |        |
| 静岡県         | テレビ静岡（SUT）         | フジテレビ系列 | 火曜 20:00 - 20:54 | 同時ネット （20:54飛び降り） |        |
| 富山県         | 富山テレビ（BBT）         | フジテレビ系列 | 火曜 20:00 - 20:54 | 同時ネット （20:54飛び降り） |        |
| 石川県         | 石川テレビ（ITC）         | フジテレビ系列 | 火曜 20:00 - 20:54 | 同時ネット （20:54飛び降り） |        |
| 福井県         | 福井テレビ（FTB）         | フジテレビ系列 | 火曜 20:00 - 20:54 | 同時ネット （20:54飛び降り） |        |
| 中京広域圏     | 東海テレビ（THK）         | フジテレビ系列 | 火曜 20:00 - 20:54 | 同時ネット （20:54飛び降り） |        |
| 広島県         | テレビ新広島（tss）       | フジテレビ系列 | 火曜 20:00 - 20:54 | 同時ネット （20:54飛び降り） |        |
| 愛媛県         | テレビ愛媛（EBC）         | フジテレビ系列 | 火曜 20:00 - 20:54 | 同時ネット （20:54飛び降り） |        |
| 高知県         | 高知さんさんテレビ（KSS） | フジテレビ系列 | 火曜 20:00 - 20:54 | 同時ネット （20:54飛び降り） |        |
| 長崎県         | テレビ長崎（KTN）         | フジテレビ系列 | 火曜 20:00 - 20:54 | 同時ネット （20:54飛び降り） |        |
| 熊本県         | テレビくまもと（TKU）     | フジテレビ系列 | 火曜 20:00 - 20:54 | 同時ネット （20:54飛び降り） |        |
| 沖縄県         | 沖縄テレビ（OTV）         | フジテレビ系列 | 火曜 20:00 - 20:54 | 同時ネット （20:54飛び降り） |        |